# ハーリド・シャラーヒーリー
ハーリド・シャラーヒーリー（アラビア語: خالد شراحيلي、Khalid Sharahili, 1987年2月3日 - ）は、サウジアラビア・リヤド出身のサッカー選手。サウジ・セカンドディヴィジョンリーグ・アル・シャイーブFC所属。ポジションはゴールキーパー。元サウジアラビア代表。
日本語では、ハリド・モハメド・シャラヒリなどと表記されることがある。

## 来歴

### クラブ
アル・ヒラルの下部組織で育ち、2007年にトップチームへ昇格した。

### 代表
代表初出場は、2012年のアラブカップ、対クウェート戦。